# Valpalmas (kommunhuvudort)
Valpalmas är en kommunhuvudort i Spanien.   Den ligger i provinsen Provincia de Zaragoza och regionen Aragonien, i den nordöstra delen av landet, 300 km nordost om huvudstaden Madrid. Valpalmas ligger 497 meter över havet och antalet invånare är 166.
Terrängen runt Valpalmas är platt åt sydväst, men åt nordost är den kuperad. Terrängen runt Valpalmas sluttar söderut. Runt Valpalmas är det mycket glesbefolkat, med 4 invånare per kvadratkilometer. Närmaste större samhälle är Luna, 6,5 km väster om Valpalmas. Trakten runt Valpalmas består till största delen av jordbruksmark.